# أحمد بن فضل محسن
أحمد بن فضل محسن العبدلي هو سلطان سلطنة لحج في الفترة من 1898 بعد وفاة ابن عمه فضل بن علي محسن، وحتى وفاته هو في عام 1914. عُرِفَ السلطان بميوله القومية العربية، وله عدة رحلات إلى مصر، وزاره في لحج عدد من الأدباء المصريين. وعُرِفَ بالعدالة الصارمة وبموقفه المغاير للمعتاد عندما أصرَّ على إعدام رجل قتل يهودي في لحج، بينما قضى الفقهاء بأن تدفع الجزية إلى أسرة اليهودي.

## الأحداث في فترة حكمه
في بداية توليه الحكم، ساعده محمد صالح جعفر، ترجمان حكومة عدن عند البريطانيين، ساعده على إقناع البريطانيين بأن هو الأحق بالحكم دون غيره. ولكن سرعان ما ساءت العلاقة بين الإثنين، بسبب تدخلات محمد صالح جعفر المستمرة على مشروعه. وفي نهاية المطاف بدأ أحمد حملة لتشويه سمعته، دعمه فيها الكثير من زعماء القبائل، وتحقق له أن توقف عن العمل بتهمة الفساد وتلقي الرشاوي. وهو ما دفع محمد صالح جعفر إلى اللجوء إلى حلفائه من قبائل الصبيحة لقطع طريق القوافل والإمدادات على العبادل، وهو ما أدى في نهاية الأمر إلى توتر عسكري بين الجيش النظامي للسلطنة وبين قبائل الصبيحة.
وفي عهده دخلت السلطنة في تجارة السلاح، حيث أعطى الأوامر بمراقبة السواحل حيث في العادة تهرب الأسلحة، واقتاد كل القوارب المحملة بالأسلحة إلى ميناء واحد، حيث احتكر هذا السوق لبيع الأسلحة على الأرض ولتهريبه إلى الشمال. ودخل نتيجة لاحتكاره هذه التجارة في صراع مع قبائل «ماوية» والترك، كانت نتيجته نشوء حرب بين لحج من جهة والأتراك وقبائل ماوية من جهة أخرى. حيث نشر الشيخ محمد ناصر نقاط تفتيش تمنع تهريب الأسلحة إلى الشمال، وهو ما أثار غضب السلطان أحمد فضل. وبعد فترة من المناوشات هجمت قبيلة ماوية ومعها عدد من الجنود الأتراك على أطراف الحواشب، فأبلغ السلطان الحكومة البريطانية في عدن، التي قررت إنزال 400 جندي بريطاني محملون بالمدافع وانضم إليهم جيش السلطنة. وحدثت معركة انتهت بانتصار القوات البريطانية وخروج الأتراك من المنطقة.
عقد السلطان اتفاقية مع البريطانيين يمنحهم فيها قطعة من الأرض لإمداد عدن بالماء، غير أن المشروع لم يتم لعدة اسباب. ومن الملاحظ أن السلطان أنشأ علاقات قوية مع الأئمة في الشمال، تضمنت معاهدات سرية أخفاها عن حلفائه البريطانيين.